# Antonio Bautista

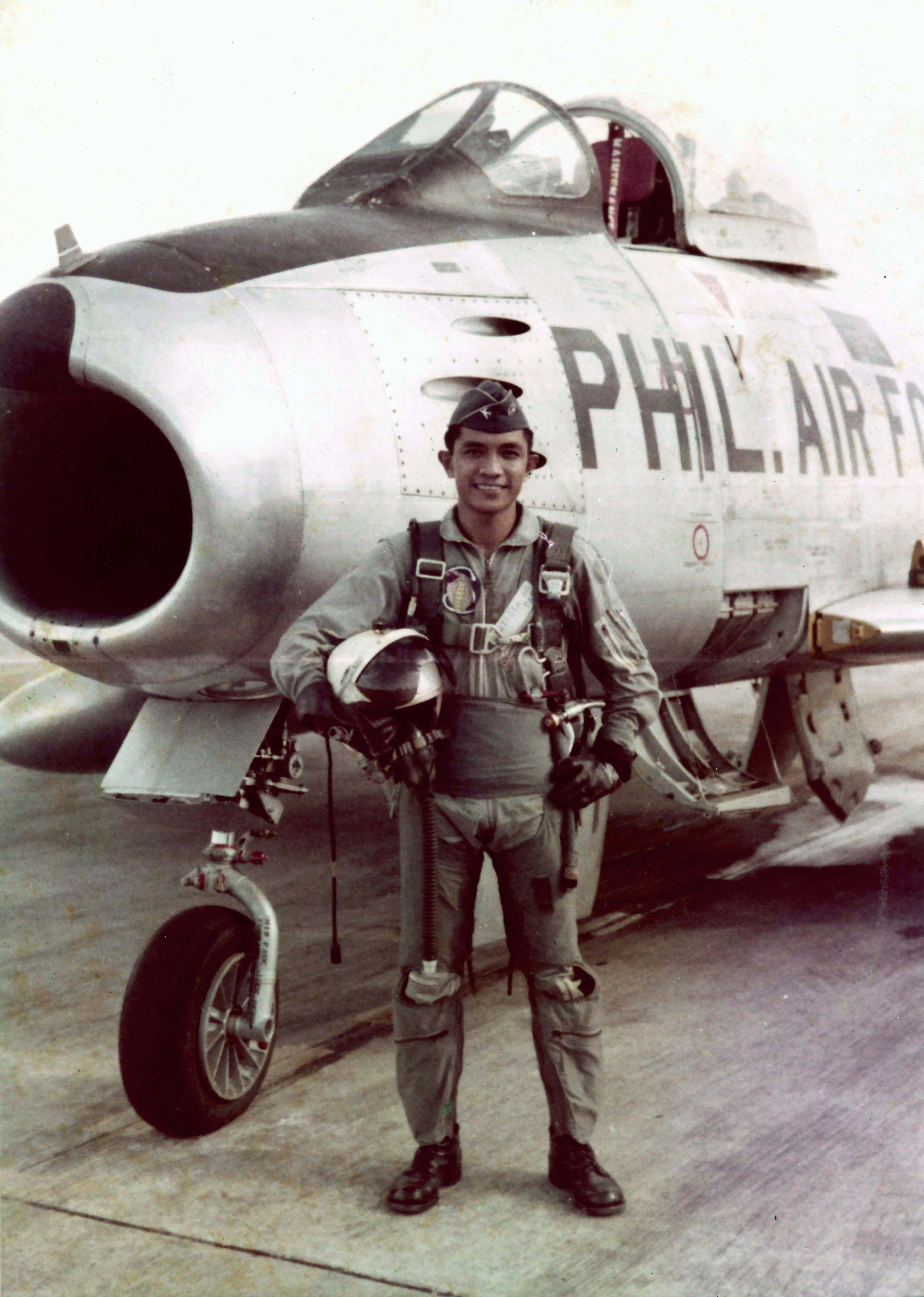
Kapitein Antonio Bautista voor zijn F-86 Sabre (1962)

Antonio M. Bautista (Cabanatuan, 17 september 1937 – Jolo, 11 januari 1974) was een Filipijns gevechtspiloot en oorlogsheld. Hij nam deel aan operaties van de Filipijnse luchtmacht tegen islamitische opstandelingen op Mindanao en maakte naam met zijn laatste vlucht op 9 januari 1974, waarbij hij om het leven kwam.

## Biografie
Antonio Bautista vloog meer dan 200 missies voor de Filipijnse luchtmacht. Naast de reguliere missies was hij ook actief als stuntvlieger. Zo was hij van 1964 tot 1966 lid van het beroemde Blue Diamond Air Demonstration Team, een internationaal opererend Filipijns aerobatics team. In 1972 was hij teamleider van het Red Aces Aerobatic Team van het 7e straaljager squadron en in 1973 was hij teamleider van de Golden Sabres van het 9e straaljager squadron.
Op 11 januari 1974 leidde Bautista als squadroncommandant van het 9e straaljagersquadron een aanval tegen een groep van 800 tot 1000 opstandelingen in Parang op het eiland Jolo. Zijn vliegtuig werd hierbij geraakt door vijandelijk vuur en hij moest terugkeren naar Jolo Airport. Toen zijn landingsgestel weigerde gebruikte Bautista op een hoogte van zo'n 500 boven de landingsbaan zijn schietstoel. De sterke wind dreef hem echter naar vijandelijk gebied. Er werd daarop een missie opgestart om de luitenant-kolonel te ontzetten. Tegen de tijd dat zij Bautista bereikt hadden was hij echter al door de opstandelingen doodgeschoten.
Voor zijn actie kreeg Bautista postuum de Distinguished Conduct Star toegekend. De medaille werd op 29 april 1974 door toenmalig president Ferdinand Marcos uitgereikt aan de weduwe van Bautista. Tevens werd de op 21 maart 1975 geopende vliegbasis in Puerto Princesa naar hem vernoemd: Antonio Bautista Air Base. 

## Bron
- Biografie van Antonio Bautista, website Filipijnse luchtmacht (bij Internet Archive)